# Venthon
Venthon är en kommun i departementet Savoie i regionen Auvergne-Rhône-Alpes i sydöstra Frankrike. Kommunen ligger i kantonen Albertville-Nord som tillhör arrondissementet Albertville. År 2022 hade Venthon 607 invånare.

## Befolkningsutveckling
Antalet invånare i kommunen Venthon
| Referens: INSEE |